# آگوستاوستلند پراجکت زیرو
آگوستاوستلند پراجکت زیرو (به انگلیسی: AgustaWestland Project Zero) یک هواگرد ساختِ کارخانهٔ آگوستاوستلند در کشور ایتالیا است. این هواگرد برای نخستین بار در ۱ ژوئن ۲۰۱۱ میلادی مورد استفاده قرار گرفت.